# Dave Rubin
David Joshua Rubin (ur. 26 czerwca 1976) – amerykański komentator polityczny. Prowadzący talk-show The Rubin Report na YouTube i BlazeTV.

## Życiorys
David Joshua Rubin urodził się na Brooklynie w mieście Nowy Jork. Dorastał w "dość świeckim żydowskim domu na Long Island". Ukończył Liceum w Syosset w 1994. W 1998 zrobił licencjat z nauk politologicznych na Binghamton University w Vestal.

## Poglądy
Rubin deklaruje się jako klasyczny liberał. "The New York Times" i NBC News opisały go jako libertarianina.
Popiera małżeństwa jednopłciowe, legalizację marihuany, publiczne szkolnictwo i warunkowo aborcję. W 2017 wystąpił w filmie "Why I Left the Left" (Czemu opuściłem lewicę) na konserwatywnym kanale na YouTube PragerU. Określa progresywizm jako "zaburzenie psychiczne".

## Życie prywatne
Dokonał coming outu jako osoba homoseksualna w 2006 roku. W grudniu 2014 roku zaręczył się z Davidem Janetem, producentem. Para poślubiła się 27 sierpnia 2015 roku. Deklarował się naprzemiennie jako ateista i agnostyk, jednak później stwierdził, iż "nie jest już dłużej ateistą".